# Stavčni člen
Stavčni člen je skladenjska pomenska enota stavka, ki ima posebno mesto v stavčni zgradbi in značilno vprašalnico.
Glavni stavčni členi so: osebek, povedek, predmet in prislovno določilo. Osebek, predmet in prislovno določilo pomensko dopolnjujejo povedek ter se po njih tudi vprašamo glede na povedek. V enem stavku se lahko nahaja le en osebek in en povedek, medtem ko je lahko predmetov in prislovnih določil več.
Deli stavčnih členov so: povedkovo določilo (mora stati v povedku, da je povedek razumljiv, torej ni izpusten), povedkov prilastek (lahko stoji v povedku ali pa ne, torej je izpusten), prilastek (levi, ali desni, ali oba lahko stojita ob odnosnici ali jedru v osebku, predmetu in prislovnem določilu. Jedro je nosilec stavčnega člena. Je največkrat samostalnik, ki ukazuje prilastkom spol, sklon in število. Tako so prilastki ujemalni ali neujemalni.) Prilastki lahko stojijo v osebku, predmetu in prislovnem določilu.

## Sestava
Stavčni členi so goli, če sestojijo le iz ene besede, odnosnice ali jedra, ali zloženi, če so zgrajeni iz več jeder (priredna zloženost stavčnega člena) ali iz jedra in prilastka/prilastkov (podredna zloženost stavčnega člena). Kadar je priredno zložen stavčni člen, med jedri stoji vejica ali priredni vezniki in, ter, pa. Podredno zložen stavčni člen pa sestoji iz jedra in prilastkov.
V stavku Oče je s sinom odšel v trgovino. so vsi stavčni členi goli - osebek: oče, povedek: je odšel, predmet: s sinom, prislovno določilo (kraja): v trgovino.
V stavku Oče in mati sta morala s svojim sinom oditi v športno trgovino. so vsi stavčni členi zloženi - osebek: oče in mati, povedek: sta morala oditi, predmet: s svojim sinom, prislovno določilo (kraja): v športno trgovino. 
Jedro v obliki samostalniške besede imenujemo odnosnica (prelepo jutro - jutro je odnosnica), jedro v glagolski obliki pa imenujemo vez. Določilo je lahko prilastek, povedkov prilastek ali povedkovo določilo.

## Vprašalnice
- povedek: Kaj se je zgodilo?/Kaj se dogaja?/...
- osebek: Kdo/kaj + povedek?
- predmet neimenovalniška vprašalnica + povedek?:  
  - predmet v rodilniku: Koga/česa + povedek?
  - predmet v dajalniku: Komu ali čemu + povedek?
  - predmet v tožilniku: Koga/kaj + povedek?
  - predmet v mestniku: O kom/o čem + povedek?
  - predmet v orodniku: S kom/s čim + povedek?
- prislovna določila ločimo glede na vprašalnice:
  - prislovno določilo kraja: Kje/kam/kod ... + povedek?
  - prislovno določilo časa: Kdaj/odklej/ ... + povedek?
  - prislovno določilo načina: Kako + povedek?
  - prislovno določilo vzroka: Zakaj + povedek?

## Oblikovno ujemanje
Osebek se ujema s povedkom v spolu, osebi in številu (npr. v stavku Otroka se igrata. sta osebek (otroka) in povedek (se igrata) v moškem spolu, tretji osebi in dvojini.) Govorimo o ujemanju osebka s povedkom.
Povedek vpliva tudi na obliko predmeta, in sicer mu določa sklon. (Tožil je soseda. - Povedek (tožil je) narekuje predmet (soseda) v tožilniku.) Govorimo o vezavi predmeta s povedkom.
Oblika prislovnega določila ni odvisna od povedka, saj prislovno določilo le primikamo k povedku. Tako razmerje imenujemo primik.

## Položaj v stavku
V slovenščini sicer ne obstaja točno določeno zapovrstje stavčnih členov v stavku, kot to velja v nekaterih jezikih, velja pa tako imenovana členitev po aktualnosti - najprej v stavku nastopajo stavčni členi, ki nosijo že znano informacijo, na koncu stavka pa tisti, ki povedo prejemniku neki nov podatek.

## Podčrtovanje
Grafično razčlembo stavka na stavčne člene imenujemo podčrtovanje. Pri tem podčrtamo osebek z ravno črto, povedek z vijugasto, predmet z dvema ravnima črtama, ter prislovna določila s poševnimi črtkami. Prilastke označimo s pikčasto črto pod že označenim stavčnim členom, povedkovo določilo pa s prekinjeno črto pod vijugo, ki označuje povedek.